# محمدجواد عابدی
محمدجواد عابدی (زادهٔ شهریور ۱۳۸۲ در اصفهان – درگذشتهٔ ۲۶ آبان ۱۳۹۸ در اصفهان) یکی از کشته‌شدگان اعتراضات آبان ۱۳۹۸ ایران بود.

## زندگی
محمدجواد عابدی، در شهریور سال ۱۳۸۲ در اصفهان متولد شد. اصغر عابدی، پدر محمدجواد، از جمله کسانی بود که سال‌ها در جنگ ایران و عراق حضور داشت. محمدجواد عابدی تنها فرزند پسر خانواده بود. او از جمله کودکان کار بود که به عنوان کارگر ساختمانی در اصفهان مشغول به کار بود.

## کشته شدن
محمدجواد عابدی، روز ۲۶ آبان ۱۳۹۸ مثل هر روز از منزل به محل کار خود رفت اما بازنگشت. به گفتهٔ پدرش، از ساعت ۶ بعدازظهر هرچه با محمدجواد تماس می‌گیرند پاسخ نمی‌دهد. پس از ۲ روز با تماس ادارهٔ آگاهی متوجه جان‌باختن فرزندشان می‌شوند. محمدجواد عابدی همان روز یعنی ۲۶ آبان ۱۳۹۸ دو ماه بعد از سالروز تولدش، هدف گلولهٔ مستقیم قرار گرفته و جان‌باخته بود. پیکر او در منطقهٔ «رهنان اصفهان» به خاک سپرده شد.

## حواشی
- پیکر محمدجواد عابدی با میانجی‌گری دایی‌اش، که در سازمان تبلیغات اسلامی کار می‌کند، به خانواده تحویل داده شد.[۱][۵]
- پیکر محمد جواد، بدون گواهی فوت، کفن‌پیچ شده، آماده خاکسپاری و با شرط سکوت و سر ندادن شعار به خاک سپرده شد.[۱۰]
- خانوادهٔ عابدی در هنگام دفن نیز اجازهٔ دیدن پیکر فرزندشان را نیافتند.[۵][۱]
- مراسم خاکسپاری، با حضور نیروهای لباس شخصی برگزار شد.[۵][۱]
- محمدجواد عابدی یکی از کودکان زیر ۱۸ سالی بود که در جریان اعتراضات آبان ۱۳۹۸ ایران جان‌باخت.[۱۱][۳]
- خانوادهٔ عابدی در مراسم چهلم «آرشام ابراهیمی» یکی دیگر از جان‌باختگان اعتراضات آبان ۱۳۹۸ ایران حضور داشتند.[۱۲]